# دايفيد مورو (مخرج أفلام)
دايفيد مورو (بالفرنسية: David Moreau)‏ (و. 1976  م) هو مخرج أفلام، وكاتب سيناريو فرنسي، ولد في بولون-بيانكور.

## وصلات خارجية
- دايفيد مورو على موقع IMDb (الإنجليزية)
- دايفيد مورو على موقع ألو سيني (الفرنسية)
- دايفيد مورو على موقع أول موفي (الإنجليزية)
- دايفيد مورو على موقع قاعدة بيانات الأفلام السويدية (السويدية)
- دايفيد مورو على موقع قاعدة بيانات الفيلم (الإنجليزية)
- دايفيد مورو على موقع كينوبويسك (الروسية)